# Кратеропа
Кратеро́па (Turdoides) — рід горобцеподібних птахів родини Leiothrichidae. Більшість представників цього роду мешкають в Африці на південь від Сахари, за винятком непальської кратеропи, яка є ендеміком Непалу.

## Опис
Кратеропи — середнього розміру птахи, які досягають довжини 22-27 см і ваги 52-91 г. Вони мають відносно довгі хвости. Їхнє забарвлення переважно тьмяно-коричневе або сіро-коричневе. Кратеропи живуть зграями. Вони часто стають жертвами гніздового паразитизму африканської зозулі.

## Види
Виділяють дев'ятнадцять видів:
- Кратеропа саванова (Turdoides plebejus)
- Кратеропа західна (Turdoides gymnogenys)
- Кратеропа бура (Turdoides jardineii)
- Кратеропа сомалійська (Turdoides squamulata)
- Кратеропа білогуза (Turdoides leucopygia)
- Кратеропа білоголова (Turdoides leucocephala)
- Кратеропа чорноголова (Turdoides reinwardtii)
- Кратеропа плямистовола (Turdoides tenebrosa)
- Кратеропа намібійська (Turdoides bicolor)
- Кратеропа рябогруда (Turdoides hypoleuca)
- Кратеропа маскова (Turdoides sharpei)
- Кратеропа чорновуздечкова (Turdoides melanops)
- Кратеропа ангольська (Turdoides hartlaubii)
- Кратеропа кенійська (Turdoides hindei)
- Кратеропа непальська (Turdoides nipalensis)
- Злочик білогорлий (Turdoides gilberti)
- Злочик заїрський (Turdoides rufocinctus)
- Злочик ітурійський (Turdoides chapini)
- Баблер-капуцин (Turdoides atripennis)

За результатами молекулярно-генетичного дослідження, опублікованого в 2018 році, низку видів, яких раніше відносили до роду Turdoides, було переведено до відновленого роду Argya.

## Етимологія
Наукова назва роду Turdoides походить від сполучення наукової назви роду Дрізд (Turdus) і слова дав.-гр. οιδης — той, що нагадує.